# Kerstin Preiwuß

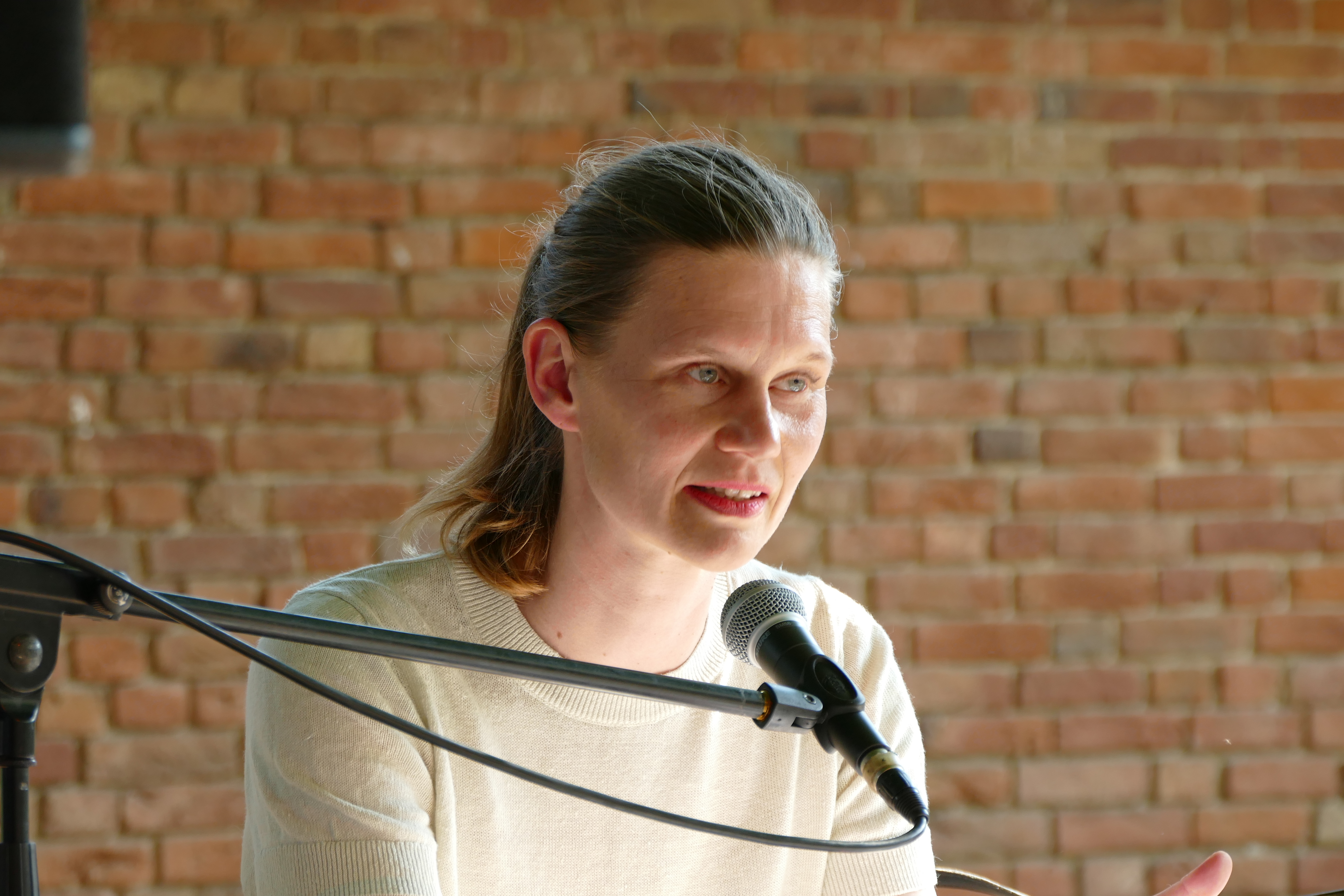
Kerstin Preiwuß bei einer Lesung im Rahmen des Poesiefestivals Berlin 2023

Kerstin Preiwuß (* 1980 in Lübz) ist eine deutsche Schriftstellerin und Kulturjournalistin.

## Leben
Preiwuß wuchs in Plau am See und Rostock auf. Sie studierte Germanistik, Philosophie und Psychologie in Leipzig und Aix-en-Provence, promovierte über deutsch-polnische Ortsnamen und ist Absolventin des Deutschen Literaturinstituts Leipzig. Von 2010 bis 2012 war sie Mitherausgeberin der Literaturzeitschrift Edit, in der sie auch Rezensionen veröffentlichte.
Sie veröffentlicht vor allem Gedichte und Romane, für die sie mehrfach ausgezeichnet wurde. Außerdem übersetzt sie Lyrik, gibt Schreib-Workshops und ist Gastdozentin an Universitäten.
Kerstin Preiwuß lebt mit ihrer Familie in Leipzig. Sie ist Mitglied im PEN-Zentrum Deutschland und in der Deutschen Akademie für Sprache und Dichtung.

## Preise und Auszeichnungen
- 2008: Hermann-Lenz-Stipendium
- 2009: Aufenthaltsstipendium des Künstlerhauses Lukas in Reykjavík
- 2010: Arbeitsstipendium des Deutschen Literaturfonds
- 2012: Mondseer Lyrikpreis
- 2014: Eingeladen von Meike Feßmann zu den 38. Tagen der deutschsprachigen Literatur (Bachmannpreis)
- 2017: Nominierung zum Deutschen Buchpreis mit Nach Onkalo (Longlist)
- 2018: Lyrikpreis Meran
- 2018: Eichendorff-Literaturpreis
- 2020: Anke Bennholdt-Thomsen-Lyrikpreis der Deutschen Schillerstiftung[3]

## Publikationen
Einzeltitel
- Nachricht von neuen Sternen. Gedichte, Connewitzer Verlagsbuchhandlung, Leipzig 2006, ISBN 3-937799-21-4.
- Rede. Gedichte, Suhrkamp, Berlin 2012, ISBN 978-3-518-12648-6.
- Ortsnamen in Zeit, Raum und Kultur – die Städte Allenstein/Olsztyn und Breslau/Wrocław. Frank & Timme, Berlin 2012, ISBN 978-3-86596-368-0.
- Restwärme. Roman, Berlin Verlag, Berlin 2014, ISBN 978-3-8270-1231-9.
- Gespür für Licht. Gedichte, Berlin Verlag, Berlin 2016, ISBN 978-3-8270-1301-9.[4]
- Nach Onkalo. Roman, Berlin Verlag, Berlin 2017, ISBN 978-3-8270-1314-9.
- Das Komma und das Und. Eine Liebeserklärung an die Sprache. Dudenverlag, Berlin 2019, ISBN 978-3-411-74842-6.
- Taupunkt. Gedichte, Berlin Verlag, Berlin 2020, ISBN 978-3-8270-1410-8.[5]
- Heute ist mitten in der Nacht, Berlin Verlag, Berlin 2023, ISBN 978-3-8270-1465-8.

Anthologien und Literaturzeitschriften (Auswahl)
- Ralph Grüneberger (Hrsg.)/Gesellschaft für zeitgenössische Lyrik. Poesiealbum neu, Ausgabe 01/2010.

## Belege
1. ↑  Eins zu Eins. Der Talk Gast: Kerstin Preiwuß, Lyrikerin (Memento vom 4. Oktober 2018 im Internet Archive), Bayern 2
2. ↑  Neue Akademiker, sueddeutsche.de, abgerufen am 28. August 2021.
3. ↑  Gisela von Wysocki und Kerstin Preiwuß ausgezeichnet. In: Tagesspiegel. 14. November 2019, archiviert vom Original.
4. ↑  Die Sprache bekommt ein Kind, Rezension zu Gespür für Licht, in: Deutschlandfunk vom 8. März 2017.
5. ↑  Rezension von Jörg Magenau: Wenn nur das Denken sich legt. Süddeutsche Zeitung, 3. Juni 2020, abgerufen am 8. Mai 2021.

| Personendaten    | Personendaten                                               |
| ---------------- | ----------------------------------------------------------- |
| NAME             | Preiwuß, Kerstin                                            |
| KURZBESCHREIBUNG | deutsche Schriftstellerin, Kulturjournalistin und Lyrikerin |
| GEBURTSDATUM     | 1980                                                        |
| GEBURTSORT       | Lübz                                                        |